# Majajärvi (sjö i Kankaanpää, Satakunta)
Majajärvi är en sjö i kommunen Kankaanpää i landskapet Satakunta i Finland. Arean är 33 hektar och strandlinjen är 4,77 kilometer lång. Sjön  ingår i Karvia å huvudavrinningsområde.   Den ligger omkring 43 kilometer nordöst om Björneborg och omkring 220 kilometer nordväst om Helsingfors. 